# Tractor Sazi Tabriz Football Club
O Tractor Sazi Tabriz Football Club é um clube de futebol sediado em Tabriz, Irão. Disputa atualmente o Iran Pro League.
Em 15 de maio de 2015, a partida final da temporada foi disputada entre Tractor e Naft Tehran F.C.. A partida aconteceu no Sahand Stadium em Tabriz. Após problemas de comunicação no estádio, a equipe do Tractor pensou erroneamente que o Sepahan estava perdendo para o Saipa F.C., o que significaria que o Tractor venceria a liga com um empate. Tractor empatou o jogo, acreditando que um empate 3-3 com Naft havia conquistado o título. Enquanto eles estavam comemorando com seus fãs em campo, eles descobriram que o resultado real do jogo paralelo foi de 2 a 0 para o Sepahan e que o Sepahan era o campeão da liga. O Tractor terminou como vice-campeão pela terceira vez, com Amir Ghalenoi na 2012–13 e Toni em 2012–13 e 2014–15.

## Títulos
•Iran Pro League: (1) 2024–25
•Copa Hazfi: (2) 2013–14 , 2019–20
•Liga 1: (1) 2008–09
•Liga 2: (1) 1974–75
•Supercopa do Azerbaijão Oriental: (1) 1992
•Liga de Futebol de Tabriz: (1) 1984–85
•2ª Divisão da Liga de Futebol de Tabriz: (1) 1981–82